# La Voz Dominicana
La Voz Dominicana fue el nombre de la estación oficial de  radio y televisión de República Dominicana durante el régimen de Rafael Leónidas Trujillo. En un primer momento, fue solo una emisora de radio y más tarde pasó a ser también la estación de televisión oficial.

## Historia
En 1943 José Arismendy Trujillo Molina conocido como "Petán" y  hermano del dictador, era dueño de una emisora de radio llamada «La Voz del Yuna»  ubicada en la provincia Bonao.  Tiempo después la trasladó a la ciudad capital y en 1950, al convertirse en la emisora de radio oficial, su nombre fue cambiado a «La Voz Dominicana».
Más tarde, Petán convenció a su hermano para conseguir el equipo y transformar la estación en una de radio y televisión. Rafael Trujillo fue seducido por la idea de que República Dominicana se convirtiera, junto con Cuba y México, en uno de los pocos países de América Latina con canales de televisión y la planta de televisión fue inaugurada el 1 de agosto de 1952. En la década del sesenta pasó a llamarse Radio Televisión Dominicana, con siglas RTVD.
En la Voz Dominicana debutaron jóvenes que más tarde se convirtieron en artistas como Elenita Santos, Bullumba Landestoy o Monina Solá, entre otros.
Actualmente, continúa siendo la emisora oficial del estado y lleva el nombre de Corporación Estatal de Radio y Televisión CERTV, ocupando el canal 4 de la televisión nacional.

## Cronología
- 1943: «La Voz del Yuna» se fundó en Bonao.
- 1946: Se trasladó a Santo Domingo.
- 1952: Se convirtió en la tercera estación de televisión en el Caribe, pasando a formar parte de una estrecha lista de teledifusoras en Latinoamérica; a saber XHTV Canal 4 (México, 1950), TV Tupi (Brasil, 1950), Unión Radio TV - Canal 4 (Cuba, 1950) y LR3 Radio Belgrano TV (Argentina, 1951).[cita requerida]
- 1961: Después de la muerte de Trujillo, su nombre fue cambiado a «Radio Santo Domingo Televisión».
- 1965: Se cambió su nombre por el de Radio Televisión Dominicana y comenzó a emitir en los canales 4, 2 y 9 Fue Año 1965-1969 . Después 4.5.12 1970-1997
- 2003: RTVD pasó a llamarse ‹Corporación Estatal de Radio y Televisión› o (CERTV) y opera los canales 4 y 17.